# 흰털이끼과
흰털이끼과(Leucobryaceae)는 꼬리이끼목에 속하는 이끼과 중의 하나이다. 흰털이끼(Leucobryum glaucum)와 가는흰털이끼(Leucobryum neilgherrense) 등을 포함하고 있다. 잎맥과 삭치 구조가 유사하기 때문에 꼬리이끼과에 포함하여 분류하기도 한다.

## 하위 속
| - Atractylocarpus - 사자이끼속 (Brothera) - Bryohumbertia - Campylopodiella - 붓이끼속 (Campylopus) - Cladopodanthus | - Dicranodontium - 흰털이끼속 (Leucobryum) - Microcampylopus - Ochrobryum - Pilopogon - Schistomitrium |